# 暗色鸦雀
暗色鸦雀（学名：Sinosuthora zappeyi）为的鸟类，是中国的特有物种。分布于四川、贵州等地，主要生活于海拔2500-3200米高处的箭竹或灌丛间。该物种的模式产地在四川瓦山。

## 亚种
- 暗色鸦雀二郎山亚种（学名：Sinosuthora zappeyi erlangshanicus），是中国的特有物种。分布于四川等地。该物种的模式产地在四川泸定二郎山西坡。[2]
- 暗色鸦雀指名亚种（学名：Sinosuthora zappeyi zappeyi），是中国的特有物种。分布于四川、贵州等地。该物种的模式产地在四川瓦山。[3]